# کهن‌آروارگان
کهن‌آروارگان (نام علمی: Archaeognatha)، نام یک راسته از رده حشرات است.
حشراتی ابتدایی هستند که بال ندارند و همچنین این حشرات را در مکان مرطوب و غبارآلود می‌توان پیدا کرد.
آرکئوگناتا حشرات کوچکی با بدن کشیده و کمر است که به صورت قوس دار مخصوصاً بالای سینه قرار دارد. آنها دارای سه ساختار طولانی مانند دم هستند، که دو طرف جانبی آن cerci هستند، در حالی که رشته داخلی، که طولانی‌ترین است، یک ماده منفرد است. آنتن‌ها انعطاف‌پذیر هستند. دو چشم بزرگ مرکب در بالای سر به هم می‌رسند و سه عدد ocelli وجود دارد. بخش‌های دهان تا حدی جمع می‌شوند، با فک پایین ساده جویده می‌شوند و کف دست فک بالا دارند. Archeognatha از راه‌های مختلفی مانند Zygentoma متفاوت است، مانند سر نسبتاً کوچک، بدن آنها به جای ضخیم شدن داخلی و از طرف دیگر (از یک طرف به آن طرف دیگر) فشرده می‌شوند، و از این نظر قادر به استفاده از دم خود هستند تا ۳۰ سانتی‌متر (۱۲ اینچ) در صورت مزاحمت به هوا وارد شوید. آنها همچنین در بین حشرات در داشتن "استایلی"‌های مفصلی مفصلی در عقب (و گاهی وسط) کوکسای و در استرنیت‌های ۲ تا ۹ بی نظیر هستند، که برخی از مقامات آنها را ضایعات وستیجال می‌دانند. آنها دارای وزیکولهای غشایی قابل انعطاف هستند که از طریق آنها آب را جذب می‌کنند.
جنبه جانبی یک باستان‌شناس، نمای قوسی و قلم شکمی را نشان می دهدسر یک ماشین تراش، نشان دادن چشم‌های مرکب، کف دست‌های فک بالا و مقیاس‌های قابل جدا شدن.
ترسیم مقیاس، بسیار بزرگ شده، از گونه‌ای از خانواده Machilidae از ویژگی‌های غیرمعمول دیگر این است که استرنیت‌های شکمی هر کدام از سه اسکلریت تشکیل شده‌اند و آنها پیش از ذوب شدن خود را به لایه سیمانی می‌کنند. همان‌طور که در Zygentoma، بدن با مقیاس‌هایی که به راحتی جدا می‌شوند پوشانده شده‌است، که گرفتن جانوران را دشوار می‌کند و همچنین ممکن است از اسکلت خارجی در برابر سایش محافظت کند. اسکلت بیرونی نازک از محافظت کم در برابر کمبود آب محافظت می‌کند. بر این اساس جانوران باید در هوای مرطوب مانند موقعیت‌های خنک و مرطوب در زیر سنگ‌ها یا پوست باقی بمانند.